# Иван Илић (музичар)
Иван Илић (Београд, 7. март 1972) српски је клавијатуриста, диригент, аранжер, композитор и тромбониста.  Доцент је на Факултету музичке уметности у Београду на катедри за џез и популарну музику од 2018.

## Биографија
Рођен је 7. марта 1972. године у Београду, где је завршио основну и средњу музичку Музичку школу „Мокрањац“.  .
Године 1992. дипломирао је аранжирање са највишим оценама на Berklee College of Music у Бостону, где за две године завршава четворогодишњи програм, а након тога сели се за Канаду, где се бавио музичком педагогијом и водио ансамбле популарне и џез музике.
Завршио је специјалистичке студије из дириговања у класи професора Станка Шепића на Факултету музичке уметности у Београду, 2008. године.
Завршио је мастер студије из џез тромбона на Факлултету музичке уметности у Београду.
Докторирао је вишемедијску уметност на Универзитету уметности у Београду, под менторством проф. емеритуса Светозара Рапајића, постављајући оригинални мјузикл "Пећина", у режији Јане Маричић и у сарадњи са либретистом Слободаном Обрадовићем.  Пећина је изведена на фестивалу БЕЛЕФ 2019.
Након повратка у Београд из Канаде, остварује сарадњу са Биг бендом РТС, као аранжер, диригент, композитор и тромобниста и води оркестар на многобројним концертима, фестивалима, снимањима, гостовањима и снимањима за радио и телевизију. Сарађивао је са великим бројем српских и светских џез музичкара, а наступао на многим међународним џез фестивалима широм света.
Преко 20 година је стални члан бенда Јована Маљоковића, са којим је снимио и значајна издања за ПГП-РТС.
Сарађивао је са великим бројем српских музичара као што су Ван Гог, Ана Станић, Момчило Бајагић Бајага, Жељко Јоксимовић, Лепа Брена, Светлана Ражнатовић и многи други. Компоновао је музику за позориште, видео продукције и мјузикле као што су Гоље (2001), Спусти се на земљу (2006) и Главо Луда за позориште на Теразијама, где је постписао и аражмане за још 4 лиценцна остварења значајних бродвејских наслова (The Producers, Chorus Line, Sweet Charity, Victor/Victoria). Аутор је музике за представу Америка други део Биљане Србљановић у режији Дејана Мијача (Ателје 212) као и музике за играни филм С. О. С. — Спасите наше душе из 2007. године, Слободан Шијана.
Диригент је Биг бенда РТС у периоду од 2001-2018.  Председник је Удружења музичара џеза, забавне и рок музике Србије, као и председник Скупштине Агенције за остваривање права интерпретатора Србије. Од августа 2006 - 2018. године био је члан бенда Галија.